# Alfred Kałuziński
Alfred Józef Kałuziński (* 21. Dezember 1952 in Krakau; † 4. September 1997 in Klimkówka) war ein polnischer Handballspieler.

## Karriere

### Verein
Alfred Kałuziński spielte zunächst Volleyball. Ab 1966 trainierte er bei Hutnik Kraków. Während seines Militärdienstes spielte er für Wawel Kraków. Anschließend kehrte er zu Hutnik zurück. 1977 stieg der 1,90 m große Rückraumspieler mit seiner Mannschaft in die erste polnische Liga auf. 1978 wurde er Pokalsieger, 1979, 1980 und 1981 polnischer Meister. 1979 wurde er mit 283 Toren Torschützenkönig der Liga. 1982 wechselte er nach Deutschland, wo er 1983 mit 142 Toren für TuSpo Nürnberg bester Torschütze der 2. Bundesliga-Süd wurde. Der Spielmacher lief außerdem für TSV 1860 Ansbach und HaSpo Bayreuth auf.

### Nationalmannschaft
Mit der polnischen Nationalmannschaft belegte  Kałuziński bei der Weltmeisterschaft 1974 den vierten Platz. Er blieb in fünf Spielen ohne Treffer. Im selben Jahr wurde die Mannschaft beim World Cup Zweite. Bei den Olympischen Spielen 1976 gewann das Team die Bronzemedaille. In Montreal warf er 22 Treffer in sechs Partien. Bei der Weltmeisterschaft 1978 kam er auf 22 Tore in sechs Einsätzen und erreichte mit Polen den sechsten Rang. Beim World Cup 1979 wurde die Auswahl wieder Zweite. Bei den Olympischen Spielen 1980 belegte man den siebten Platz. 1981 gewann er mit Polen die B-Weltmeisterschaft. Bei der Weltmeisterschaft 1982 gewann das Team die Bronzemedaille. Er bestritt 201 Länderspiele, in denen er 633 Tore erzielte.

### Auszeichnungen
Kałuziński erhielt 1975 den Titel „Verdienter Meister des Sports“, 1976 und 1982 die Bronzemedaille „Für herausragende sportliche Leistungen“ und 1993 das Diamantabzeichen des polnischen Handballverbandes. Er wurde gemeinsam mit Daniel Waszkiewicz zum besten Spielmacher der Jahre 1945 bis 1985 in Polen gewählt. 2008 wurde er anlässlich des 90-jährigen Bestehens des Handballverbandes in die beste Sieben des polnischen Handballs gewählt.

## Privates
Kałuziński hat eine Tochter und einen Sohn. Eryk Kałuziński spielte ab 1995 in Deutschland Handball.